# Julius Meinl I.

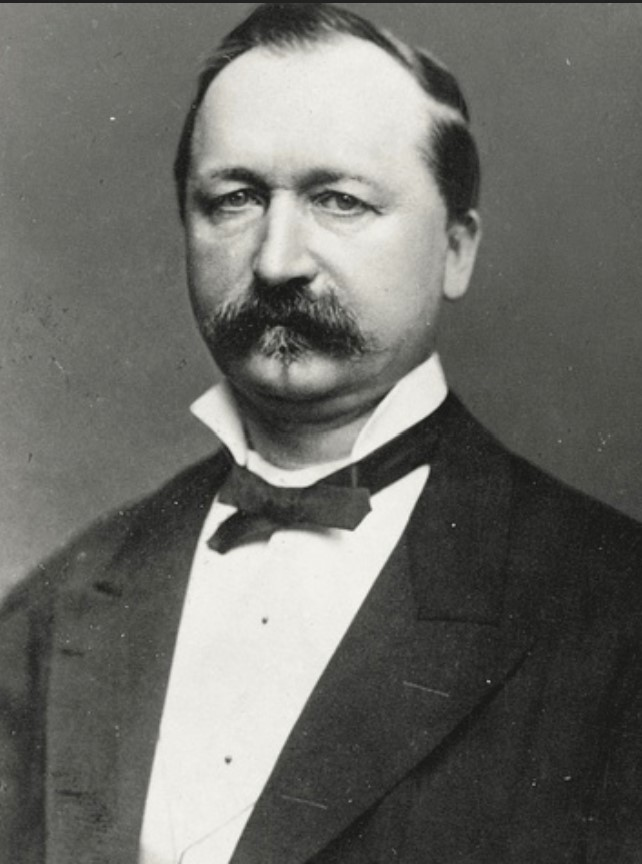
Julius Meinl I.

Julius Meinl I. (* 10. April 1824 in Graslitz, Böhmen; † 24. Dezember 1914 in Wien) war  ein österreichischer Kaufmann und Gründer der   Großhandelsfirma Julius Meinl AG.

## Leben
Julius Meinl wurde als Sohn des Bäckermeisters Franz Anton Meinl (1789–1867) und dessen Ehefrau Anna, geborene Dotzauer im Haus Nr. 603 in Graslitz geboren und am 12. April 1824 katholisch getauft. Auch sein Meinl-Großvater war Bäckermeister in Graslitz.
Er absolvierte eine Lehre im Farbwarengeschäft eines Onkels in Prag. Im Jahr 1862 eröffnete er ein Delikatessengeschäft in der Köllnerhofgasse beim Lugeck und verkaufte dort auch „täglich frisch gebrannten Kaffee“. 14 Jahre später war er zahlungsunfähig, konnte allerdings das Geschäft nach einem Ausgleich weiterführen. Er spezialisierte sich mit eigenen Rohkaffee-Mischungen erfolgreich im Kaffeehandel. Der Rohkaffee wurde von den Konsumenten zuhause am eigenen Herd in der Pfanne geröstet.
Im Jahr 1877 entwickelte sodann Julius Meinl eine Methode zur industriellen Röstung von Kaffee. Mit dieser bahnbrechenden Innovation begann erstmals der gewerbsmäßige Verkauf von geröstetem Kaffee. Damit wurde der Grundstein zur zukünftigen Unternehmensentwicklung gelegt. Im Jahr 1891 wurde die erste Röstfabrik eröffnet. Die erste Filiale in der Neustiftgasse 28 wurde 1894 eröffnet.
Die Unternehmensleitung übersiedelte 1899 in ein eigenes Haus am Fleischmarkt 7 in Wien, erbaut von Architekt Max Kropf.
Im Feber 1913 schied er aus der Firma aus und übergab er seinem Sohn Julius Meinl II. ein Filialnetz, das über die gesamte Monarchie Österreich-Ungarn reichte. Julius Meinl starb nach kurzer Krankheit im 91. Lebensjahr am Morgen des 24. Dezember 1914. Nach der Aufbahrung im Stephansdom wurde er auf dem Dornbacher Friedhof in der Familiengruft beigesetzt. Neben seinem homonymen Sohn hinterließ er die verheiratete Tochter Anna Floderer sowie mehrere Enkelkinder.